# 杰夫·威西
杰弗里·大卫·威西（1990年3月7日—）為美國男子籃球運動員，他在2013年NBA选秀第39順位獲選，現效力於印尼籃球聯賽雅加達明燈。
2024年8月26日，P. LEAGUE+臺北富邦勇士宣布與威西簽約。

## 外部連結
- 杰夫·威西在fiba.basketball（英语）
- 杰夫·威西在NBA官網（英语）
- 杰夫·威西在西班牙篮球甲级联赛官網（球員）（西班牙语）
- 杰夫·威西在TBLStat.net（英语）
- 杰夫·威西在韓國籃球聯賽官網（英语）
- 杰夫·威西在韓國籃球聯賽官網（英语）
- 杰夫·威西在P. LEAGUE+官網
- 杰夫·威西在Basketball-Reference.com（NBA）（英语）
- 杰夫·威西在Basketball-Reference.com（國際）（英语）
- 杰夫·威西在Sports-Reference.com（NCAA）（英语）
- 杰夫·威西在ESPN（NBA）（英语）
- 杰夫·威西在Eurobasket.com（球員）（英语）
- 杰夫·威西在Proballers（英语）
- 杰夫·威西在RealGM（英语）
- 杰夫·威西在Flashscore（英语）